# Бем, Мария Петровна
Мария Петровна Бем (16 (29) апреля 1906, Зульц — 29 декабря 1978) — украинская советская певица, народная артистка УССР (1946).

## Биография
Родилась в селе Зульц (теперь территория Широколановского военного полигона в Николаевской области). Музыкальное образование получила в профессиональной музыкальной школе и в Одесской консерватории. В 1930-х годах выступала в Одесском театре оперы и балета. В период с 1946 по 1956 Бем была солисткой Киевского театра оперы и балета.
Умерла 13 января 1979 года. Похоронена на Байковом кладбище Киева вместе с семьей.

## Роли
- Антонида, Людмила («Иван Сусанин», «Руслан и Людмила» Михаила Глинки)
- Панночка («Утопленница» Николая Лысенко)
- Маргарита («Фауст» Шарля Гуно).